# Iron Man (предстоящая игра)
Marvel’s Iron Man — предстоящая приключенческая компьютерная игра, разрабатываемая Motive Studio в сотрудничестве с Marvel Games и издаваемая Electronic Arts. Игра основана на американских комиксах об одноимённом персонаже издательства Marvel Comics. Геймдиректором игры выступит Оливье Пру, работавший над Marvel’s Guardians of the Galaxy и Marvel’s Avengers в качестве продюсера.

## Синопсис
Игра расскажет новую историю про Железного человека, сделав акцент на обаянии, уме и многогранной личности Тони Старка и позволив игроку лично ощутить, каково это — быть Железным человеком.

## Разработка
Игра была анонсирована 20 сентября 2022 года. Разработкой проекта занимается студия Motive Studio, известная по играм Star Wars: Battlefront II 2017 года, Star Wars: Squadrons и ремейку Dead Space. В Electronic Arts также отметили, что игра является первой из нескольких новых игр в сотрудничестве с Marvel.